# Charlotte Cranshoff
Charlotte Cranshoff est une joueuse de football belge née le 27 décembre 1990, évoluant au poste de milieu de terrain.

## Biographie
Elle joue au Standard de Liège depuis le début de la saison 2016-2017.

## Palmarès
- Championne de Belgique en 2017 avec le Standard de Liège
- Vainqueur de la Coupe de Belgique en 2018 avec le Standard de Liège

## Statistiques

### Ligue des Champions
- 2010-2011 avec le K Saint-Trond VV : 2 matchs
- 2016-2017 avec le Standard de Liège : 3 matchs
- 2017-2018 avec le Standard de Liège : 3 matchs, 1 but